# Ларрионда, Хорхе
Хо́рхе Ларрио́нда (исп. Jorge Luis Larrionda Pietrafesa; род. 9 марта 1968, Монтевидео) — уругвайский футбольный судья. В середине 2000-х годов относился к числу ведущих футбольных арбитров планеты (в частности, в 2009 году был признан 4-м арбитром мира по версии iffhs.de), однако его репутация в значительной степени пострадала после чемпионата мира 2010 года.
Известен своим жёстким стилем судейства, часто предъявляет игрокам красные карточки.

## Биография
Ларрионда стал судьёй ФИФА в 2000 году. Принимал участие в следующих турнирах: Кубок Америки 2001, квалификационный турнир к ЧМ-2002 в зонах КОНМЕБОЛ и КОНКАКАФ, Кубок конфедераций 2003, Юношеский ЧМ-2005, квалификационный турнир к ЧМ-2006 и ЧМ-2010 в зоне КОНМЕБОЛ.
ФИФА включила Ларрионду в предварительный список судей — кандидатов для участия на чемпионате мира 2010. Репутация Ларрионды оказалась серьёзно подмоченной после незасчитанного им забитого по правилам гола в ворота немцев в матче Германия-Англия в 1/8 финала ЧМ-2010. После этой игры уругвайский арбитр был отстранён от дальнейшей работы на турнире.

## Важнейшие матчи
Ларрионда судил следующие матчи:
- Финал Кубка Либертадорес 2003 года
- Межконтинентальный кубок 2004 года
- Финал Кубка Либертадорес 2005 года
- Финал Кубка Либертадорес 2006 года
- Полуфинал чемпионата мира (Португалия — Франция) 2006 года
- Финал Кубка Либертадорес 2007 года